# Phụ lưu số 7
Phụ lưu số 7 là một con sông đổ ra Nậm Hua. Sông có chiều dài 16 km và diện tích lưu vực là 54 km². Phụ lưu số 7 chảy qua các tỉnh Sơn La, Điện Biên.